# Seriphidomyia brassiformis
Seriphidomyia brassiformis är en tvåvingeart som beskrevs av Fedotova 2005. Seriphidomyia brassiformis ingår i släktet Seriphidomyia och familjen gallmyggor. Inga underarter finns listade i Catalogue of Life.